# テルモプロテウス界
テルモプロテウス界（Thermoproteati）は、テルモプロテウス属をタイプ属とする古細菌の界である。記載以前はTACK上門などと呼ばれていた。高温や強酸、海洋中など様々な環境に生息する。アンモニアや硫黄、水素などを酸化する独立栄養の好気性古細菌の多くはこの界に属している。
2024年に公表された『原核生物の2つのドメインと7つの界の名称の正式発表』により記載された。分子系統に基き定義されており、旧来TACK上門などと呼ばれていたグループに相当する。ただし、DSAG系統がプロメテ古細菌として独立したことから、記載文が参照している『古細菌'TACK'上門と真核生物の起源』に比べると、TACK上門に含まれる範囲が縮小している。